# ديفيلز ليك
ديفيلز ليك (بالإنجليزية: Devils Lake)‏ هي مدينة في ولاية داكوتا الشمالية في الولايات المتحدة الأمريكية.

## المناخ
يظهر الجدول التالي التغييرات المناخية على مدار السنة لديفيلز ليك:
| البيانات المناخية لـديفيلز ليك        | البيانات المناخية لـديفيلز ليك | البيانات المناخية لـديفيلز ليك | البيانات المناخية لـديفيلز ليك | البيانات المناخية لـديفيلز ليك | البيانات المناخية لـديفيلز ليك | البيانات المناخية لـديفيلز ليك | البيانات المناخية لـديفيلز ليك | البيانات المناخية لـديفيلز ليك | البيانات المناخية لـديفيلز ليك | البيانات المناخية لـديفيلز ليك | البيانات المناخية لـديفيلز ليك | البيانات المناخية لـديفيلز ليك | البيانات المناخية لـديفيلز ليك |
| الشهر                                 | يناير                          | فبراير                         | مارس                           | أبريل                          | مايو                           | يونيو                          | يوليو                          | أغسطس                          | سبتمبر                         | أكتوبر                         | نوفمبر                         | ديسمبر                         | المعدل السنوي                  |
| ------------------------------------- | ------------------------------ | ------------------------------ | ------------------------------ | ------------------------------ | ------------------------------ | ------------------------------ | ------------------------------ | ------------------------------ | ------------------------------ | ------------------------------ | ------------------------------ | ------------------------------ | ------------------------------ |
| الدرجة القصوى °ف (°م)                 | 53 (12)                        | 60 (16)                        | 72 (22)                        | 97 (36)                        | 96 (36)                        | 103 (39)                       | 103 (39)                       | 103 (39)                       | 100 (38)                       | 94 (34)                        | 77 (25)                        | 59 (15)                        | 103 (39)                       |
| متوسط درجة الحرارة الكبرى °ف (°م)     | 14.7 (−9.6)                    | 22.3 (−5.4)                    | 33.6 (0.9)                     | 52.1 (11.2)                    | 67.5 (19.7)                    | 75.3 (24.1)                    | 80.1 (26.7)                    | 79.1 (26.2)                    | 67.7 (19.8)                    | 53.9 (12.2)                    | 33.1 (0.6)                     | 19.4 (−7.0)                    | 49.9 (9.9)                     |
| متوسط درجة الحرارة الصغرى °ف (°م)     | −2.5 (−19.2)                   | 5.2 (−14.9)                    | 17.3 (−8.2)                    | 32.2 (0.1)                     | 44.9 (7.2)                     | 54.3 (12.4)                    | 58.6 (14.8)                    | 56.2 (13.4)                    | 46.5 (8.1)                     | 34.6 (1.4)                     | 18.4 (−7.6)                    | 3.6 (−15.8)                    | 30.8 (−0.7)                    |
| أدنى درجة حرارة °ف (°م)               | −36 (−38)                      | −37 (−38)                      | −28 (−33)                      | −12 (−24)                      | 1 (−17)                        | 29 (−2)                        | 39 (4)                         | 33 (1)                         | 20 (−7)                        | −2 (−19)                       | −25 (−32)                      | −37 (−38)                      | −37 (−38)                      |
| الهطول إنش (مم)                       | 0.58 (15)                      | 0.51 (13)                      | 0.80 (20)                      | 0.90 (23)                      | 2.14 (54)                      | 3.83 (97)                      | 3.29 (84)                      | 2.21 (56)                      | 1.80 (46)                      | 1.47 (37)                      | 0.83 (21)                      | 0.57 (14)                      | 18.93 (480)                    |
| متوسط تساقط الثلوج إنش (سم)           | 6.3 (16)                       | 4.7 (12)                       | 6.3 (16)                       | 2.2 (5.6)                      | 0.3 (0.76)                     | 0.0 (0.0)                      | 0.0 (0.0)                      | 0.0 (0.0)                      | 0.0 (0.0)                      | 1.9 (4.8)                      | 5.4 (14)                       | 7.2 (18)                       | 34.3 (87.16)                   |
| متوسط أيام هطول الأمطار (≥ 0.01 inch) | 8.4                            | 6.7                            | 7.2                            | 7.1                            | 9.5                            | 12.1                           | 10.1                           | 8.9                            | 8.4                            | 7.3                            | 6.8                            | 7.4                            | 99.9                           |
| متوسط الأيام المثلجة (≥ 0.1 inch)     | 6.2                            | 3.7                            | 3.8                            | 1.1                            | 0.1                            | 0.0                            | 0.0                            | 0.0                            | 0.1                            | 0.7                            | 3.1                            | 4.8                            | 23.6                           |
| المصدر: NOAA                          |                                |                                |                                |                                |                                |                                |                                |                                |                                |                                |                                |                                |                                |

## أعلام
- رالف ماكسويل
- غلين هانسن
- ويليام إل. قاي